# Soczewka magnetyczna
Soczewka magnetyczna – pole magnetyczne o symetrii osiowej zdolne do skupiania wiązek naładowanych cząstek o jednakowej prędkości i do wytwarzania obrazów przedmiotów umieszczonych na drodze takich wiązek. Jest rodzajem soczewki elektronowej.

## Ogólne informacje
Soczewki magnetyczne znajdują zastosowanie jako kondensatory, obiektywy i soczewki projekcyjne w magnetycznych mikroskopach elektronowych, jako końcowe soczewki ogniskujące w działach elektronowych lamp oscyloskopowych oraz do selekcji naładowanych grup cząstek o określonej prędkości w spektografach prędkości. Soczewka magnetyczna bierze swój początek z doświadczenia Hansa Buscha z 1926 roku, który pokazał, że pole magnetyczne cewki powoduje ogniskowanie elektronów, które poruszają się symetrycznie do osi cewki. Wychodząc z jednego punktu elektrony poruszają się w jednorodnym polu magnetycznym po liniach śrubowych. Jeśli elektrony mają jednakowe prędkości, to skupiają się znowu w jednym punkcie. Pole magnetyczne powoduje odchylenie trajektorii elektronu lecącego poza jej osią optyczną. Kąt odchylenia toru elektronu jest tym większym, im jest większa odległość od osi optycznej. Równanie przedstawia relację pozwalającą wyznaczyć ogniskową soczewki elektromagnetycznej f:
{\displaystyle f={\frac {K\cdot U_{p}}{(n\cdot I)^{2}}},}
gdzie:
{\displaystyle K} – stała związana z geometrią soczewki,
{\displaystyle U_{p}} – napięcie przyspieszające elektrony [V],
{\displaystyle n} – liczba zwojów,
{\displaystyle I} – prąd cewki [A].
Zmiana prądu cewki I powoduje zmianę ogniskowej soczewki, czego rezultatem jest obrót obrazu (jednoczesne ogniskowanie), co wyróżnia je od soczewek elektrostatycznych i optycznych. Soczewki magnetyczne zawsze są soczewkami skupiającymi.

## Budowa

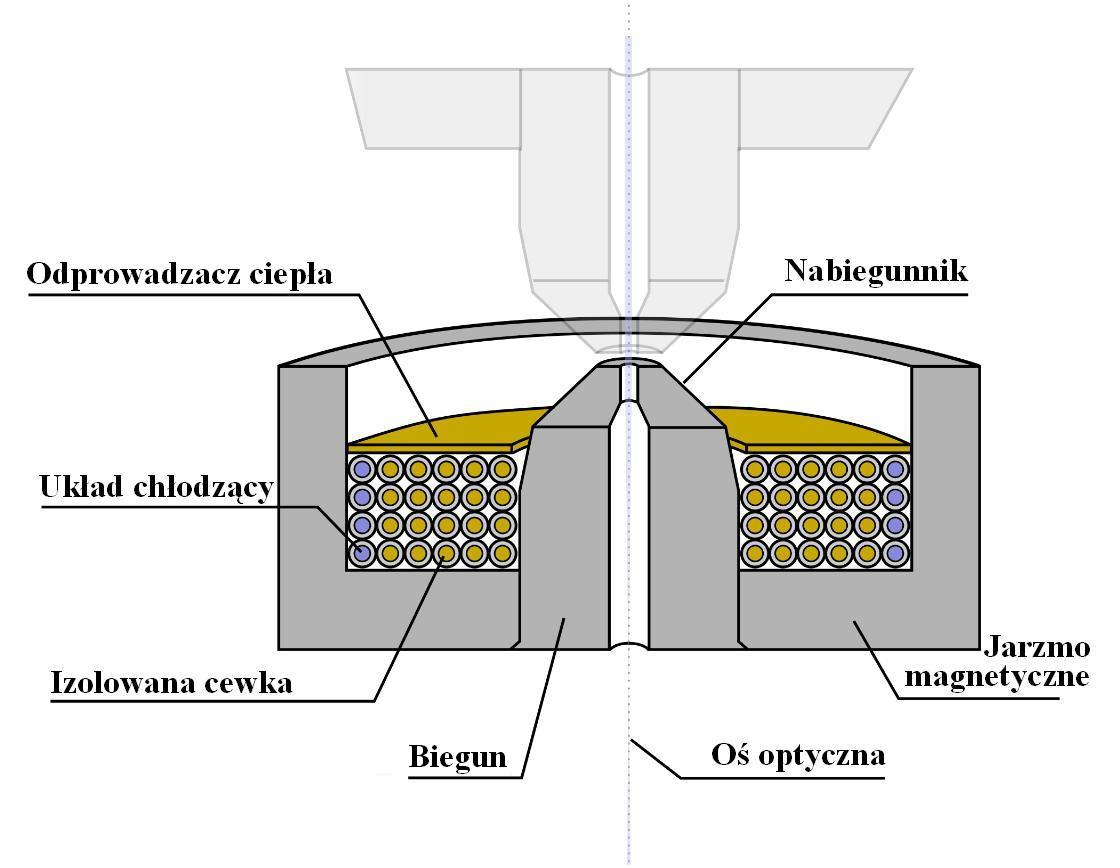
Schemat soczewki elektromagnetycznej

Jarzmo jest wykonywane z materiału ferromagnetycznego (np. żelaza, niklu, kobaltu lub stopów tj. permaloj). Istotne jest poprawne i dokładne wykonanie nabiegunników, gdyż nawet małe odstępstwa lub braki powodują powstanie artefaktów i utratę zogniskowania. W cewkach indukowane jest pole magnetyczne. Wykorzystuje się głównie wysokie napięcie. Z tego powodu wymagana jest odpowiednia izolacja chroniąca przed zwarciem układu. Ciepło emitowane przez cewki w trakcie pracy jest odprowadzane na różne sposoby. Wykorzystuje się odprowadzanie ciepła poprzez obieg wodny lub poprzez nakładki dobrze przewodzące ciepło.

## Abberacje
Soczewki ogniskujące elektrony nie są idealne i wykazują fizyczne oraz geometryczne aberracje. Powodują one rozmazanie, utratę jakości obrazu i prowadzą do utraty rozdzielczości. Wyróżnia się cztery podstawowe wady:
- aberrację chromatyczną
- aberrację sferyczną
- astygmatyzm
- komę.

Wszystkie wady pogarszają zdolność rozdzielczą i jakość obrazu w układach elektronooptycznych. Skorygowanie aberracji sferycznej wiąże się ze zmniejszeniem połowy kąta apertury obiektywu lub soczewki obiektywowej, co powoduje pogorszenie rozdzielczości. Aberrację chromatyczną ogranicza się poprzez uzyskanie promieniowania mocniej monochromatycznego. Astygmatyzm niweluje się przy pomocy stygmatorów (zewnętrzne pole elektromagnetyczne).